# Леополд III Хабсбург
Леополд III Справедливия (на немски: Leopold III der Gerechte; * 1 ноември 1351, Виена; † 9 юли 1386, Семпах) от фамилията Хабсбург, е херцог на Австрия, Щирия и Каринтия. Основател на линия Леополдини (Хабсбурги)

## Произход и наследство
Син р на херцог Албрехт II и Йохана фон Пфирт, дъщеря на граф Улрих III фон Пфирт.
Албрехт II създава през 1355 г. хабсбургски домашен ред, според който синовете му заедно и с равни права да управляват страната. Когато той умира на 20 юли 1358 г., най-големият му син Рудолф IV поема сам управлението, понеже другите му трима сина са още малолетни. През 1364 г. Рудолф IV издава Рудолфския домашен ред, според който хабсбургските земи са обща собственост на всичките братя с подписите на тримата братя (Фридрих III умира още през 1362 г.).

## Съвместно управление
След няколко месеца Рудолф IV умира ненадейно на 26 години на път за Милано. Двамата братя Албрехт III с плитката (15 или 16-годишен) и Леополд (14-годишен) управляват заедно. По-големият Албрехт има водещата роля. Скоро те имат конфликти. През 1373 година братята си поделят управлението: Леополд става регент на Тирол и предните земи. След това те си поделят и хабсбургските земи.

### Договор от Нойберг
Чрез договора от Нойберг от 25 септември 1379 г. Леополд получава херцогствата Щирия (с Винер Нойщат), Каринтия, Крайна, Марка Виндика, Графство Горица и земите във Фриули, Графство Тирол и Горна Австрия западно от Арлберг. Така фамилията Хабсбурги се разделя на Леополдинска и Албертинска линии.

### Битката при Семпах и смърт
Агресивната политика за териториална експанзия на Леополд го отвежда до Триест през 1382 година. Така през лятото на 1386 година крупна австрийско-тиролска армия под командването на Леополд III се придвижва към Швейцария. Избягвайки да атакуват големи градове, австрийците на 8 юли обкръжават малкият град Семпах на 13 км северо-западно от Люцерн. На 9 юли, форсирайки река Ройс, обединената армия на Швейцарския съюз идва от страната на замъка Хайдег и сегашното село Гьолфинген към разположените там войски на Леополд III. В състава на швейцарските войски са опълчения от „горските“ кантони, а така също и тези на Цюрих и Люцерн. Швейцарската армия няколко пъти превъзхожда австрийската, но и отстъпва по въоръжение и обучение.
Предполагайки, че пред него са основните сили на швейцарската армия, Леополд III дава заповед за атака. Австрийските рицари нападат швейцарците. Това обаче се оказва само авангарда на войските на противника. Главните швейцарски сили разбиват идващата на помощ на Леополд III колона на ариергарда, прегрупират се и удрят австрийците по фланга. Атаката е толкова силна, че сражаващите се пеши рицари са пометени, а техните войници, охраняващи конете им, побягват. Австрийските войски са напълно разбити, херцог Леополд III и голямо число от участвалите австрийски дворяни загиват на полето на боя.
Той е погребан в абатство Санкт Паул в Лавантал в Каринтия. Опекун на малолетните му синове и регент на всичките хабсбургски територии става неговият брат Албрехт III († 1395), който е наследен от сина си Албрехт IV, но скоро синовете на Леополд успяват да получат управлението.

## Фамилия
Леополд се жени през 1365 г. във Виена за Виридис Висконти (* ок. 1350, Милано; † пр. 1 март 1414, Милано), дъщеря на херцог Бернабо Висконти от Милано и неговата съпруга принцеса Беатриса делла Скала. Те имат децата:
- Вилхелм (1370 – 1406), херцог на Австрия от 1386 година;
- Леополд IV Дебелия (1371 – 1411), от 1386 г. херцог на Австрия, от 1396 г. граф на Тирол, от 1406 г. херцогски регент на Австрия;
- Ернст Железния (1377 – 1424), херцог на Австрия след разделянето получава Щирия;
- Фридрих IV с празните джобове (1382 – 1439), херцог на Австрия след разделянето получава графство на Тирол.

### Портрети на съпругата и децата
Художникът Антони Бойс през периода 1579 – 1587 рисува портрети на представители на династията, които сега се съхраняват в Музей на историята на изкуството във Виена.

- Виридис Висконти,
съпруга
- Вилхелм
- Леополд IV
- Ернст Железни
- Фридрих IV